# Marlies Oberholzer
Marlies Oberholzer, švicarska alpska smučarka, * 25. april 1958, Goldingen, Švica.
Nastopila je na Olimpijskih igrah 1976, kjer je bila osma v smuku in 26. v veleslalomu. V svetovnem pokalu je tekmovala tri sezone med letoma 1976 in 1978 ter dosegla eno uvrstitev na stopničke v smuku. V skupnem seštevku svetovnega pokala je bila najvišje na 26. mestu leta 1976, ko je bila tudi trinajsta v smukaškem seštevku.